# 羅吉茲諾 (桑博爾區)
49°37′45″N 23°3′49″E / 49.62917°N 23.06361°E
羅吉茲諾（烏克蘭語：Рогізно），是烏克蘭西部的村莊，隸屬利維夫州的桑比爾區。該村面積0.94平方公里，海拔高度289米，2001年人口605，人口密度每平方公里647.06人。